# إيلا هيد
إيلا هيد (بالدنماركية: Ella Heide)‏ هي رسامة دنماركية، ولدت في 1871 في فلنسبورغ في ألمانيا، وتوفيت في 1956.